# عائشة تشودري
عائشة تشودري (27 مارس 1996 - 24 يناير 2015)  كانت كاتبة هندية ومتحدثة تحفيزية وهي مؤلفة كتاب عيد الغطاس (بالإنجليزية:My Little Epiphanies) والذي نشر قبل يوم واحد من وفاتها.  في عام 2019 أنتج فيلم بعنوان السماء وردية (بالإنجليزية:The Sky Is Pink) يحكي قصة حياتها, توفيت في 24 يناير 2015 عن عمر يناهز 18 سنة بعد صراع طويل مع مرض التليف الرئوي.